# Onthophagus filicornis
Onthophagus filicornis là một loài bọ cánh cứng trong họ Bọ hung (Scarabaeidae).